# AB Sport
AB Sport est une entreprise marocaine spécialisée dans la conception, la fabrication et la distribution d’articles de sport, notamment de maillots et d’équipements destinés aux clubs et sélections nationales.
Créée en 2016 à Tanger par Bassam El Akel, elle s’est rapidement imposée comme un acteur émergent dans le secteur de l’équipement sportif au Maroc et dans plusieurs pays africains. Elle fournit aujourd’hui des clubs de plusieurs disciplines ainsi que des équipes nationales, comme celles de Mauritanie, du Soudan ou encore de la République centrafricaine.

## Histoire
La société a été créée en 2016 par Bassam El Akel. Elle débute ses activités en équipant les sections volley-ball et basket-ball de l’Ittihad de Tanger. Elle élargit ensuite sa présence à plusieurs clubs de divisions inférieures au Maroc, notamment en deuxième et troisième divisions de football.

## Partenariats et collaborations

### Au Maroc
La marque est présente dans plusieurs disciplines sportives :
- En volley-ball, elle est équipementier officiel de la Fédération royale marocaine de volley-ball (FRMVB), incluant les équipes nationales, y compris celles de beach-volley.
- En basket-ball, AB Sport équipe notamment le Kawkab Athlétique Club de Marrakech (KACM).
- En football, elle a collaboré avec divers clubs marocains comme l’Union sportive de Témara, la Renaissance Club Athletic Zemamra et le Wydad Athletic de Fès.

### International
- En Mauritanie, AB Sport signe en mai 2019 un accord de deux ans avec la Fédération de football de la République islamique de Mauritanie pour équiper les sélections nationales de football. Elle fournit également les tenues du club de basket-ball Étoile du Nord (Mauritanie)[1].

- En Côte d'Ivoire, elle est le fournisseur du Williamsville Athletic Club (WAC), évoluant en Ligue 1 ivoirienne.

- Depuis 2023, AB Sport est équipementier de l’équipe du Soudan de football. Les nouveaux maillots ont été présentés en vue de la CAN 2025[2].

- En République centrafricaine, un partenariat est conclu en 2024 avec la Fédération centrafricaine de football pour équiper les sélections nationales[3].

## Controverses
En 2019, AB Sport est accusée de plagiat par Craig Ward, designer pour Nike, concernant le design des maillots de l’équipe de Mauritanie. Il estimait que la typographie utilisée ressemblait à celle des maillots de l’équipe d'Angleterre de football lors de la Coupe du monde de football 2018. L’entreprise nie ces accusations et le message est ensuite supprimé par son auteur.